# Санто Стефано (Козенца)
Санто Стефано је насеље у Италији у округу Козенца, региону Калабрија.
Према процени из 2011. у насељу је живело 1955 становника. Насеље се налази на надморској висини од 300 м.